# Venecia (Antioquia)
Venecia è un comune della Colombia facente parte del dipartimento di Antioquia.
Il centro abitato venne fondato da un gruppo di coloni nel 1898, mentre l'istituzione del comune è del 1909.